# 네이스미스 컵
네이스미스 컵(영어: Naismith Cup)은 1995년부터 2000년까지 NBA 캐나다 연고로 하는 토론토 랩터스(영어: Toronto Raptors)와 밴쿠버 그리즐리스(영어: Vancouver Grizzlies)간 시범경기(토론토 - 벤쿠버 시리즈)로 개최되었다가 밴쿠버 그리즐리스가 미국 테네시주 멤피스로 연고지 이전한 후(2003년부터 2005년까지)에는 토론토 랩터스와 유럽팀간 대결(인터내셔널 시리즈)로 변경되었다. 그리고 대회명은 농구의 창시자인 제임스 네이스미스(영어: James Naismith)의 이름으로 정했다.

## 결과

### 토론토 - 밴쿠버 시리즈
- 시리즈 전적 : 4승 1패로 토론토 랩터스가 우위

| 날짜             | 장소                      | 경기장                     | 홈팀                         | 스코어                       | 원정팀                       | 관중수                       |
| ---------------- | ------------------------- | -------------------------- | ---------------------------- | ---------------------------- | ---------------------------- | ---------------------------- |
| 1995년 10월 21일 | 매니토바주 위니펙         | 위니펙 아레나              | 토론토 랩터스                | 98 - 77                      | 밴쿠버 그리즐리스            | 11,203                       |
| 1996년 10월 27일 | 앨버타주 캘거리           | 캐나디언 에어라인스 새들돔 | 토론토 랩터스                | 77 - 80                      | 밴쿠버 그리즐리스            | 15,104                       |
| 1997년 10월 20일 | 노바스코샤주 핼리팩스     | 핼리팩스 메트로 센터       | 밴쿠버 그리즐리스            | 98 - 107                     | 토론토 랩터스                | 8,190                        |
| 1998년 10월 19일 | 브리티시컬럼비아주 벤쿠버 | 제너럴 모터스 플레이스     | 파업으로 인해 개최되지 않다. | 파업으로 인해 개최되지 않다. | 파업으로 인해 개최되지 않다. | 파업으로 인해 개최되지 않다. |
| 1999년 10월 18일 | 앨버타주 에드먼턴         | 스카이리치 센터            | 토론토 랩터스                | 110 - 84                     | 밴쿠버 그리즐리스            | 12,852                       |
| 2000년 10월 12일 | 온타리오주 오타와         | 코렐 센터                  | 밴쿠버 그리즐리스            | 92 - 97                      | 토론토 랩터스                | 14,783                       |

### 인터내셔널 시리즈
| 날짜             | 장소              | 경기장           | 홈팀                    | 스코어    | 원정팀        | 관중수 |
| ---------------- | ----------------- | ---------------- | ----------------------- | --------- | ------------- | ------ |
| 2003년 10월 10일 | 온타리오주 토론토 | 에어 캐나다 센터 | 파나티나이코스 BC       | 76 - 100  | 토론토 랩터스 | 17,749 |
| 2004년 10월 20일 | 온타리오주 토론토 | 에어 캐나다 센터 | 팔라카네스트로 트레비소 | 83 - 86   | 토론토 랩터스 | 10,668 |
| 2005년 10월 16일 | 온타리오주 토론토 | 에어 캐나다 센터 | 마카비 텔아비브 BC      | 105 - 103 | 토론토 랩터스 | 17,281 |

### 랩터스 게임
| 날짜             | 장소                             | 경기장               | 홈팀                      | 스코어         | 원정팀                  | 관중수 |
| ---------------- | -------------------------------- | -------------------- | ------------------------- | -------------- | ----------------------- | ------ |
| 1995년 10월 14일 | 노바스코샤주 핼리팩스            | 핼리팩스 메트로 센터 | 필라델피아 세븐티식서스   | 107 - 120      | 토론토 랩터스           | 9,367  |
| 1995년 10월 16일 | 뉴브런즈윅주 세인트존            | 하버 스테이션        | 필라델피아 세븐티식서스   | 121 - 93       | 토론토 랩터스           | 6,297  |
| 1995년 10월 19일 | 서스캐처원주 새스커툰            | 서스캐처원 플레이스  | 애틀랜타 호크스           | 106 - 105 (OT) | 토론토 랩터스           | 5,648  |
| 1996년 10월 11일 | 노바스코샤주 핼리팩스            | 핼리팩스 메트로 센터 | 애틀랜타 호크스           | 100 - 82       | 토론토 랩터스           | 7,589  |
| 1996년 10월 13일 | 온타리오주 오타와                | 코렐 센터            | 뉴욕 닉스                 | 73 - 78        | 토론토 랩터스           | 9,662  |
| 1997년 10월 24일 | 온타리오주 해밀턴                | 캅스 콜리시엄        | 덴버 너기츠               | 114- 100       | 토론토 랩터스           | 10,962 |
| 2003년 10월 23일 | 뉴펀들랜드 래브라도주 세인트존스 | 마일 원 스다티움     | 클리블랜드 캐벌리어스     | [ 1 ]          | 토론토 랩터스           | 7,500  |
| 2004년 10월 17일 | 온타리오주 런던                  | 존 라바트 센터       | 토론토 랩터스             | 103 - 108      | 필라델피아 세븐티식서스 | 7,619  |
| 2005년 10월 24일 | 매니토바주 위니펙                | MTS 센터             | 포틀랜드 트레일블레이저스 | 105 - 98       | 토론토 랩터스           | 10,900 |
| 2008년 10월 21일 | 앨버타주 에드먼턴                | 렉셀 플레이스        | 덴버 너기츠               | 105 - 94       | 토론토 랩터스           | 17,534 |
| 2009년 10월 6일  | 온타리오주 런던                  | 존 라바트 센터       | 토론토 랩터스             | 98 - 107       | 필라델피아 세븐티식서스 | 7,213  |
| 2010년 10월 6일  | 브리티시컬럼비아주 밴쿠버        | 로저스 아레나        | 토론토 랩터스             | 129 - 78       | 피닉스 선스             | 18,123 |
| 2010년 10월 22일 | 퀘벡주 몬트리올                  | 벨 센터              | 뉴욕 닉스                 | 103 - 108      | 토론토 랩터스           | 22,114 |
| 2012년 10월 19일 | 퀘벡주 몬트리올                  | 벨 센터              | 뉴욕 닉스                 | 88 - 107       | 토론토 랩터스           | 22,114 |
| 2014년 10월 5일  | 브리티시컬럼비아주 밴쿠버        | 로저스 아레나        | 새크라멘토 킹스           | 94 - 99        | 토론토 랩터스           | 18,900 |
| 2014년 10월 24일 | 퀘벡주 몬트리올                  | 벨 센터              | 뉴욕 닉스                 | 80 - 83        | 토론토 랩터스           | 20,738 |
| 2015년 10월 4일  | 브리티시컬럼비아주 밴쿠버        | 로저스 아레나        | 로스앤젤레스 클리퍼스     | 73 - 93        | 토론토 랩터스           | 19,000 |
| 2015년 10월 14일 | 온타리오주 오타와                | 캐네디언 타이어 센터 | 토론토 랩터스             | 87 - 89        | 미네소타 팀버울브스     | 15,522 |
| 2015년 10월 23일 | 퀘벡주 몬트리올                  | 벨 센터              | 워싱턴 위저즈             | 82 - 92        | 토론토 랩터스           | 20,072 |
| 2016년 10월 1일  | 브리티시컬럼비아주 밴쿠버        | 로저스 아레나        | 골든스테이트 워리어스     | 93 - 97        | 토론토 랩터스           | 19,000 |
| 2016년 10월 3일  | 앨버타주 캘거리                  | 스코샤 뱅크 새들돔   | 덴버 너기츠               | 108 - 106      | 토론토 랩터스           | 19,600 |
| 2018년 9월 29일  | 브리티시컬럼비아주 밴쿠버        | 로저스 아레나        | 포틀랜드 트레일블레이저스 | 104 - 122      | 토론토 랩터스           | 18,654 |
| 2018년 10월 10일 | 퀘벡주 몬트리올                  | 벨 센터              | 브루클린 네츠             | 91 - 118       | 토론토 랩터스           | 20,526 |
| 2022년 10월 2일  | 앨버타주 에드먼턴                | 로저스 플레이스      | 유타 재즈                 | 82 - 114       | 토론토 랩터스           | 17,100 |
| 2022년 10월 14일 | 퀘벡주 몬트리올                  | 벨 센터              | 보스턴 셀틱스             | 134 - 137 (OT) | 토론토 랩터스           | 21,900 |
| 2023년 10월 8일  | 브리티시컬럼비아주 밴쿠버        | 로저스 아레나        | 새크라멘토 킹스           | 99 - 112       | 토론토 랩터스           | 18,654 |
| 2024년 10월 6일  | 퀘벡주 몬트리올                  | 벨 센터              | 워싱턴 위저즈             | 98 - 125       | 토론토 랩터스           | 21,900 |

## 같이 보기
- NBA 글로벌 게임
- 맥도날드 챔피언십